# Iliá Repin
Iliá Yefímovich Repin (ruso: Илья́ Ефи́мович Ре́пин; en ucraniano: Ілля Юхимович Рєпін; en finés: Ilja Jefimovitš Repin; Chujúyiv, Gobernación de Járkov, Imperio ruso, 24 de juliojul./ 5 de agosto de 1844greg. - Kuokkala, Finlandia —actualmente Répino en el distrito de Kurortny de San Petersburgo—, 29 de septiembre de 1930) fue un pintor y escultor ruso de origen ucraniano del movimiento artístico de los Itinerantes. Sus obras, enmarcadas en el realismo, contienen a menudo una gran profundidad psicológica y exhiben las tensiones del orden social existente.
Desde 1878 fue miembro de la Sociedad de Exposiciones Artísticas Itinerantes (grupo de pintores realistas), y luego fue nombrado académico de la Academia Imperial de las Artes. Profesor, maestro de taller (1894-1907) y luego rector (1898-1899) de la Academia, profesor de la escuela de artes y oficios María Ténisheva, tuvo como alumnos a Borís Kustódiev, Ígor Grabar, Iván Kulikov, Filipp Maliavin, Anna Ostroúmova-Lébedeva y Nikolái Feshin. También fue profesor de Valentín Serov.
Desde el comienzo de su actividad creativa en la década de 1870, Repin se convirtió en una de las figuras clave del realismo ruso. Consiguió reflejar en sus cuadros la diversidad de la vida que lo rodeaba, abarcando en su obra todas las dimensiones de la contemporaneidad, abordando los temas que atraviesan la sociedad y reaccionando con fuerza ante los acontecimientos actuales. Su lenguaje pictórico tiene una plasticidad propia, y adopta una variedad de estilos, desde los de los pintores españoles y holandeses del siglo XVII hasta los de Aleksandr Ivánov, así como elementos de los impresionistas franceses, que fueron sus contemporáneos pero a los que nunca veneró.
La obra de Repin floreció en la década de 1880. Compuso una galería de retratos de sus contemporáneos, trabajó como pintor de historia y de escenas de género. De la pintura histórica lo atraía la posibilidad de expresar la fuerza emocional de la escena representada. También encontró inspiración en la pintura de la sociedad contemporánea, e incluso cuando representaba un pasado legendario, seguía siendo un maestro de la representación de lo inmediato, eliminando la distancia entre el espectador y los protagonistas de su obra.
Según Vladímir Stásov, la obra de Repin constituye una enciclopedia de Rusia tras la abolición de la servidumbre. Pasó los últimos treinta años de su vida en Finlandia, en su finca Los Penates en Kuokkala. Allí siguió trabajando, aunque con menos intensidad que antes. Escribió sus memorias, publicadas tras su muerte con el título Далёкое близкое (Lo lejano cercano).
A finales de la década de 1920, comenzaron a publicarse en la URSS detallados trabajos sobre su obra y alrededor de diez años después fue puesto como ejemplo para ser imitado por los artistas del realismo socialista.

## Vida y obra
Su padre, Yefim Repin, era militar y también un colono que se dedicaba al cultivo de la tierra. A los 13 años, Repin entró de aprendiz en el taller de un artista local dedicado a los iconos llamado Iván Bunakov. Igualmente, empezó a estudiar la técnica del retrato. En 1866, se trasladó a San Petersburgo e ingresó en la Academia Imperial de las Artes.

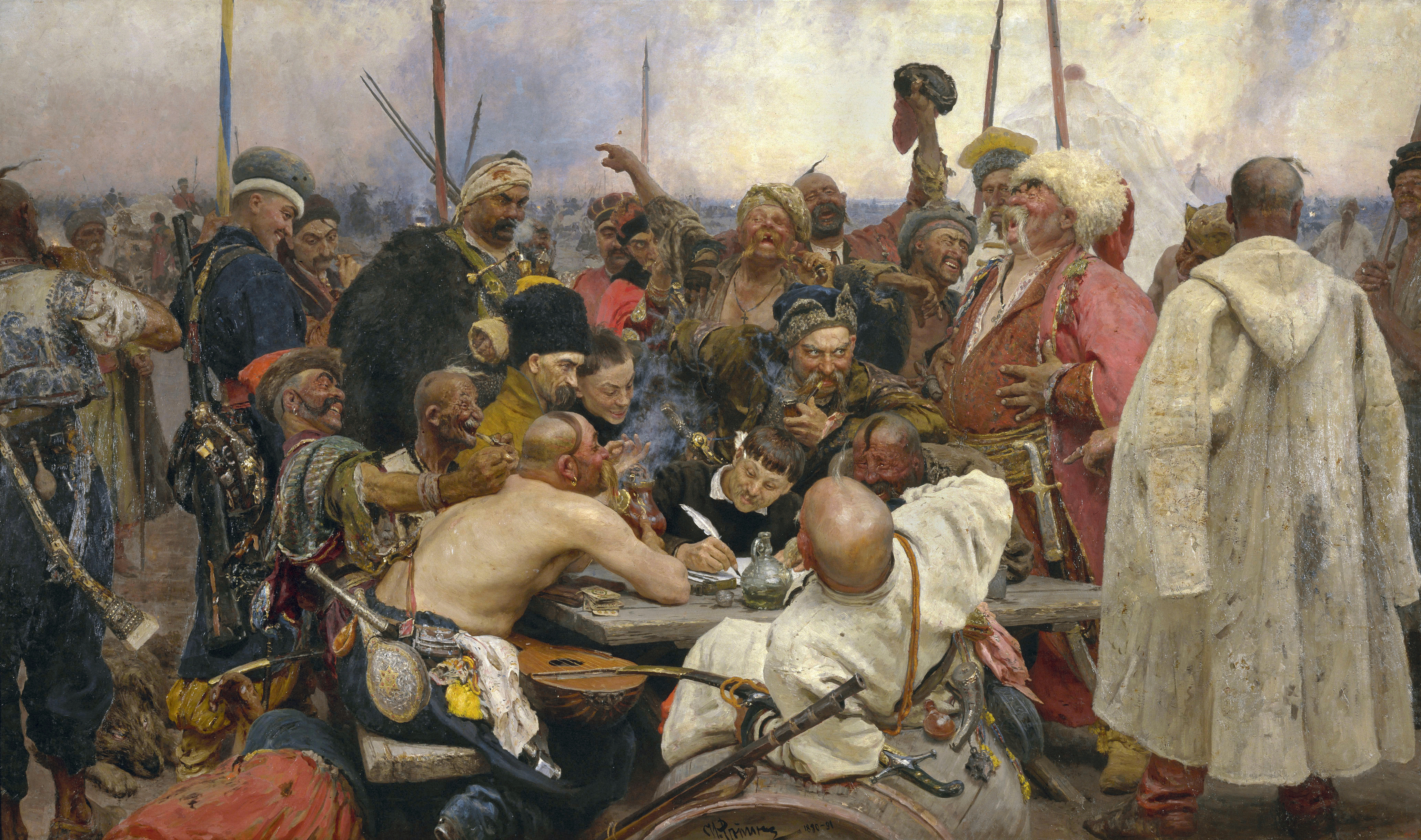
Cosacos zaporogos escribiendo una carta al Sultán (1880-91)

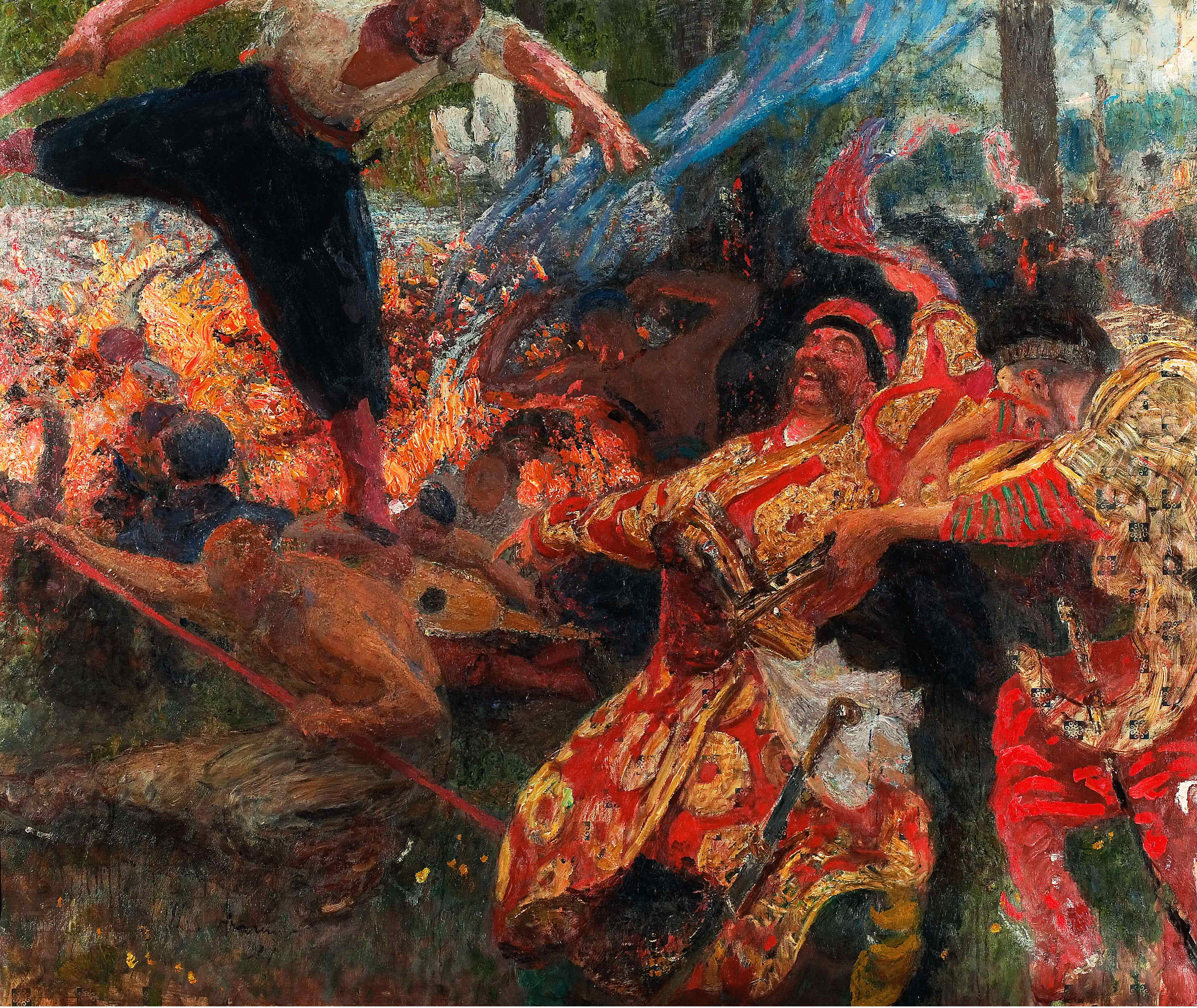
Hopak de Iliá Repin, 1927.

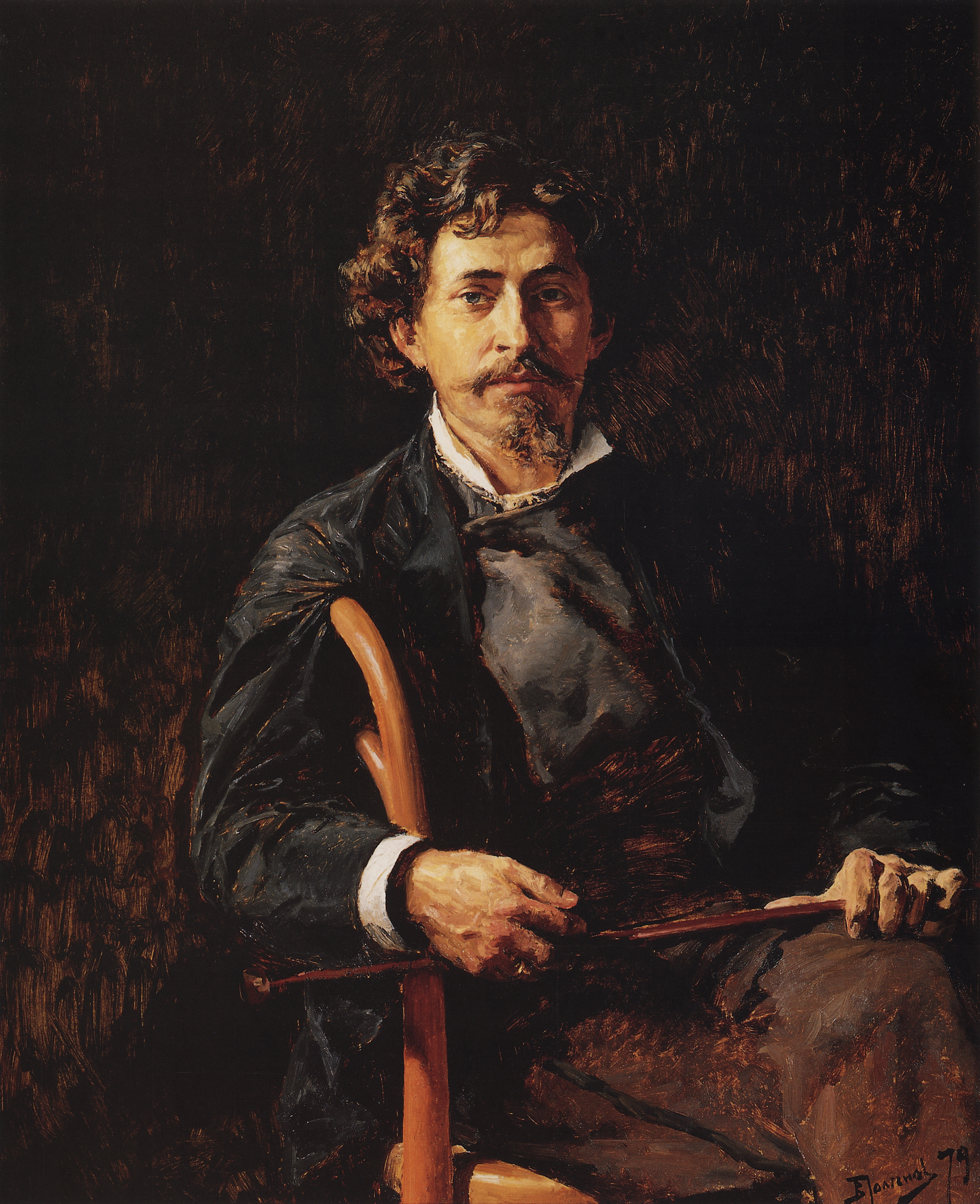
Repin por Vasili Polénov (1879).

Con su primera obra maestra, La resurrección de la hija de Jairo, ganó la medalla de oro de un concurso de la Academia, y con ella una beca para estudiar en Francia e Italia. Así es como Repin vivió en París, donde recibió la influencia de los impresionistas, lo que influyó decisivamente en su forma de usar la luz y el color. Sin embargo, su estilo continuó siendo más afín al de los maestros de la vieja escuela, especialmente Rembrandt, y nunca llegó a convertirse en un impresionista. A lo largo de su carrera retrató a la gente común, tanto ucraniana como rusa, aunque en sus últimos años también representó en sus obras a miembros de la élite del Imperio ruso, la intelligentsia, la aristocracia y al propio zar Nicolás II.

### Los Itinerantes
En 1878, Repin se unió a la Sociedad de Exposiciones Artísticas Itinerantes, generalmente conocida como Los Itinerantes (Peredvízhniki), que en la época en la que Repin llegó a la por entonces capital rusa se rebelaron contra el formalismo de la Academia. La fama le llegó a Repin con su pintura Los sirgadores del Volga, una obra que denuncia de un modo impactante el duro sino de esas personas. Desde 1882, vivió en San Petersburgo, realizando frecuentes visitas a su tierra natal ucraniana y viajes ocasionales al extranjero.

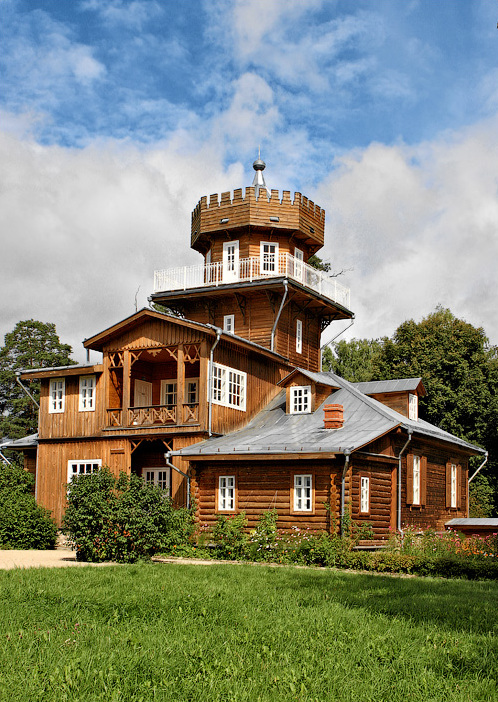
Casa de campo de Repin en Zdravniovo, Bielorrusia.

### Temas históricos y contemporáneos
Poco antes del asesinato del zar Alejandro II en 1881, Repin empezó a pintar una serie de cuadros relacionados con el movimiento revolucionario ruso: Negativa a confesarse, Arresto de un propagandista, El encuentro de los revolucionarios y No lo esperaban, siendo esta última su obra maestra sobre este tema. En ella se representa la sorpresa de una familia ante la vuelta al hogar de uno de sus miembros, desterrado político.
Su obra Procesión de Pascua en la región de Kursk se considera con frecuencia un arquetipo del estilo nacional ruso, mostrando diversas clases sociales y las tensiones entre ellas, dentro del contexto de la práctica de una tradición religiosa y unidas en un lento pero continuo avance.
En 1885, Repin terminó una de sus pinturas de mayor intensidad psicológica: Iván el Terrible y su hijo. Este óleo muestra a un horrorizado Iván que abraza a su hijo agonizante, a quien acaba de golpear y herir mortalmente en un acceso de furia. La mirada de espanto de Iván contrasta profundamente con la expresión serena de su hijo.
Una de las pinturas más complejas de Repin, Cosacos zaporogos escribiendo una carta al Sultán (Mehmed IV), ocupó al artista durante muchos años y, en gran medida, es fruto de una concienzuda investigación llevada a cabo conjuntamente con el historiador ucraniano Dmytró Yavornitski, que incluyó numerosos viajes a la región que habitaban los cosacos de Zaporozhia. Repin concibió la obra como un estudio en clave de humor, pero también pensaba que recogía el ideal de libertad, igualdad y fraternidad; en pocas palabras, el republicanismo de los cosacos ucranianos. Comenzó el cuadro en 1880 y no lo completó hasta 1891. Irónicamente, fue adquirido de forma inmediata por el zar, que pagó por él treinta y cinco mil rublos (una cantidad desorbitada en aquella época). Otra versión del cuadro, realizada entre los años 1889 y 1896, se conserva en el Museo de Bellas Artes de Járkov. Además, Repin pintó dos esbozos al óleo para este cuadro: uno se encuentra en la Galería Tretiakov; y el otro, en el Museo Nacional de Arte de Bielorrusia, en Minsk.
En su madurez, Repin retrató a muchos de sus más ilustres compatriotas, incluyendo a los novelistas León Tolstói e Iván Turguénev, el científico Dmitri Mendeléyev, el jurista y político Konstantín Pobedonóstsev, el filántropo y mecenas Pável Tretiakov, los compositores Modest Músorgski, Aleksandr Borodín, Aleksandr Glazunov, Mijaíl Glinka y Antón Rubinstein y el poeta y pintor ucraniano Tarás Shevchenko.
En 1900, el gobierno ruso le encargó su mayor obra: un óleo de 400 por 877 centímetros representando una sesión solemne del Consejo de Estado del Imperio ruso.

### Vida posterior

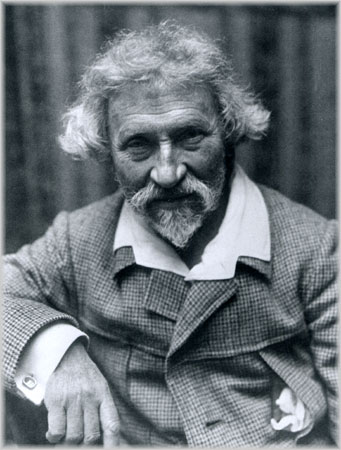
Iliá Repin en 1900.

El propio Repin diseñó su casa, situada a unos cuarenta kilómetros al noroeste de San Petersburgo, en el istmo de Karelia. La finca Los Penates debe su nombre a los ídolos romanos protectores de la familia y del hogar. Tras la Revolución de Octubre (1917), la zona fue incorporada a Finlandia. Diversas instituciones soviéticas lo invitaron a regresar a su tierra natal, pero él rechazó los ofrecimientos argumentando que era muy anciano. Durante esta época, Repin dedicó mucho tiempo a pintar temas religiosos, aunque en general el tratamiento que hizo de los mismos no fue tradicional, sino innovador.
Con la excepción del retrato del primer ministro del gobierno provisional, Aleksandr Kérenski, Repin no pintó nada relevante en relación con la Revolución de 1917 o el gobierno soviético que la siguió. Su último cuadro es un festivo y exuberante óleo llamado Hopak dedicado a la danza popular ucraniana Hopak.
Falleció en 1930, en Los Penates (Kuokkala, Finlandia - actualmente Répino, provincia de Leningrado). Sus restos están enterrados en el jardín de la casa.

## Repin ilustrador
Aunque Repin ilustró en repetidas ocasiones obras de Tolstói, Pushkin, Gógol, Lérmontov, Nekrásov, Garshin o Leskov, este aspecto de la obra del pintor es poco conocido, y ha permanecido insuficientemente estudiada.
Según el testimonio de Ígor Grabar, Repin pintó sus primeros bocetos en acuarela para el Canciones sobre el comerciante Kaláshnikov durante sus estudios en la Academia de Bellas Artes, luego, en 1868, para Kiribéievich persiguiendo a Aliona Dmítrievna ("Кирибеевич, преследующий Алёну Дмитриевну"), seguido de otros dos dibujos sobre este tema. A estas ilustraciones siguen las de poemas de Lérmontov, En el cielo de medianoche voló un ángel ("По небу полуночи ангел летел" - 1880) y Tres palmeras ("Три пальмы" - 1884), el drama El baile de máscaras y el relato Bela de Un héroe de nuestro tiempo. Ninguno de los dos fue publicado. Fueron criticados por los autores de la Enciclopedia de Lérmontov y del Diccionario enciclopédico de Lérmontov por su exagerado romanticismo y la incapacidad del pintor para penetrar en el pensamiento trágico del poeta. A diferencia de estas acuarelas, el dibujo a lápiz Kázbich hiere a Bela ("Казбич ранит Бэлу" - 1887) figura entre las mejores obras del pintor después de Lérmontov. La acuarela Pechorin en la ventana ("Печорин у окна") de la década de 1890 ilustra finalmente el cuento La princesa Mary de Un héroe de nuestro tiempo.

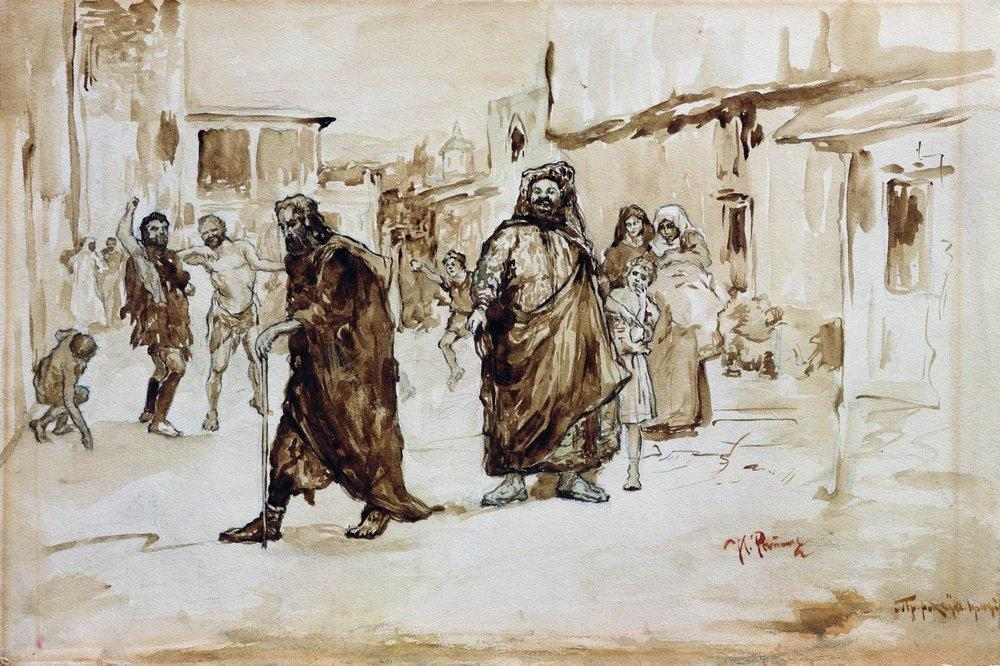
Se mofan y tiran piedras en el camino del profeta (hacia 1890).

A esta obra siguieron una serie de ilustraciones para otro poema de Lérmontov, El profeta. Estas acuarelas en sepia estaban destinadas al primer volumen de las obras completas de Lérmontov, que se publicaría en 1891. Dos de ellas representan al profeta entre sus contemporáneos, El profeta a la entrada del templo y la multitud que se burla de él ("Пророк у в хода в храм и здевающася над ним толпа") y Ellos abuchean y tiran piedras en el camino del Profeta ("Люди высмеивают и побивают камнями проходящего по улице пророка"), el tercero, El profeta réprobo en el desierto ("Отверженный пророк в пустыне" и рисунок тушью "В пустыне") cierra esta serie. Son, según los autores de la Enciclopedia de Lérmontov, «un notable intento de plasmar el pensamiento profundo de esta obra». La imagen que Repin da del profeta, sin duda influida por Tolstói, es insólita: ya anciano, de pelo largo, un intelectual barbudo vestido con harapos más que con ropas. Esta mirada ardiente en un rostro demacrado, este aspecto contrasta con el de los demás personajes, rudos y groseros. Pero este cuadro es una variación del pintor sobre el tema de la modernidad, más que una ilustración literaria tradicional. Los dibujos no satisficieron al propio Iliá Yefímovich, y al final estas ilustraciones no se publicaron. Sin embargo, el pintor volvió entonces a Lérmontov en 1914-1915, con dibujos que ilustraban El demonio y El novicio
Repin, en cambio, tuvo más éxito cuando ilustró a Nikolái Gógol, y plasmó con fuerza y precisión la psicología de sus personajes. Nikolái Gógol era uno de los escritores favoritos del pintor, y se enfrentó a su obra en varias ocasiones. Primero se interesó por el Diario de un loco en la década de 1870. Después trabajó durante muchos años en los Cosacos zaporogos, cuyos personajes son los de Tarás Bulba, pero también realizó dibujos inspirados en esta obra, Andréi y la hija del voivoda ("Андрий и панночка" - 1890). Además, realizó cuatro ilustraciones para La feria de Soróchyntsi ("Сорочинская ярмарка" - 1870) y una para Una venganza horrible ("Страшная месть" - 1890). En 1896, el pintor hizo un nuevo boceto de Poprischin, el protagonista de la novela corta (póvest) Diario de un loco. Encontró en él, según la expresión de Yósif Brodski, «un alma grotesca y chirriante en extremo».
En 1913, presentaron al público cinco dibujos del protagonista del Diario de un loco de Gógol. El crítico de arte Konstantín Kuzminski, que los vio expuestos en la galería Lemercier, tuvo esta impresión:
«Dos de estas ilustraciones producen una imagen especialmente fuerte. La de Poprischin con una gorra de uniforme parece representar el momento "en que decide ver a Fidel e interrogarlo". La locura se le nota en los ojos. Se puede ver una concentración extraordinaria en su rostro. Está completamente absorto, intentando descifrar el significado oculto de la conversación entre dos amantes de los perros que escuchó por casualidad en Nevski Prospect... En el segundo plano, aún más impactante, está tumbado en su cama. En el segundo dibujo, aún más impactante, está tumbado en su cama, con la mirada perdida, y en él se ve claramente que Poprischin, en ese mismo momento, está viendo y oyendo de verdad a la mujer del director, o la conversación entre los amantes de los perros, o se está viendo a sí mismo con la corona o el abrigo del Rey de España.»
La serie Lenski asesinado ("Убитый Ленский") está dedicada a Eugenio Oneguin de Pushkin. Es una de las variantes de un proyecto que, in fine, se convertiría en el cuadro El duelo de Oneguin y Lensky ("Дуэль Онегина с Ленским").
Los dibujos El encuentro del ángel con el zapatero Semión cerca de la capilla ("Встреча ангела сапожником Семёном у часовни") y El ángel con el zapatero Semión en una cabaña ("Ангел у сапожника Семёна в избе") fueron realizados en 1881 y 1882 para ilustrar el cuento de Tolstói De qué vive la gente ("Чем люди живы") en una colección de cuentos infantiles de este escritor y Turguénev publicada en 1882. Se completaron en 1889 con el sketch El zapatero Semión toma medidas del pie de su amo ("Сапожник Семён снимает мерку с ноги барина"). La colección fue reeditada varias veces. Además, el pintor ilustra algunas otras obras menores de Tolstói, entre ellas una representación del diablo para el cuento Un trozo de pan ("Краюшка хлеба").
Kuzminski considera que el cuadro Los sirgadores del Volga se hace eco del poema de Nikolái Nekrásov Meditación en la entrada principal ("Размышления у парадного подъезда" - 1858), pero el propio Repin indica que fueron los versos de Nekrásov Sal al Volga....  ("Выдь на Волгу...") que leyó dos años antes de comenzar este cuadro. Según el mismo crítico, el cuadro Sadkó es también una ilustración, pero esta vez de la bylina Sadkó. Otras obras mencionan los dibujos de Repin de las obras La Hermosa Aza ("Прекрасная Аза"), Daniel el Concienzudo ("Совестный Данила") o La Montaña ("Гора") de Nikolái Leskov, Los Pintores ("Художники") de Vsévolod Garshin, El Rey Lear de William Shakespeare, Los mujiks de Antón Chéjov ("Мужики"), Los siete ahorcados ("Рассказ о семи повешенных") de Leonid Andréiev, o de Máximo Gorki.
Las ilustraciones de Repin, según los historiadores del arte, se distinguen «por su vida, agudeza, encanto artístico y verdad psicológica». Observan que el pintor varía su estilo en estas obras según el del escritor: «cuando ilustra a Gógol, es realista, para Tolstói, se convierte en mentor, para Pushkin y Lérmontov, en romántico». Pero Iván Lazarevski, en su artículo Repin Ilustrador da una visión negativa de esta parte de su obra. Basa su juicio en la opinión de Valentín Serov y en la decepción expresada por el propio Repin ante su capacidad para ilustrar un libro:
«Dios no le dio cuernos a la vaca para pelear... El resto de mi vida siempre quise hacer ilustraciones. Sobre todo cuando aún no me sentía capaz. Por ejemplo, Pushkin, y sus Relatos del difunto Iván Petróvich Belkin, y el tan poderoso Jefe de estación. Cómo ardía en mí. Pero tantas veces malgasté papel, y nada salió de ello. No guardé ni un fragmento, lo destruí todo. No, basta de ilustraciones para siempre. Si tengo un talento, es el de un pintor que ve, no que imagina.»

## Reconocimientos
- La Academia Imperial de las Artes de San Petersburgo, en la que Repin estudió, cambió de nombre tras la Revolución de Octubre y en 1947 fue traslada a Moscú. Desde entonces, el edificio ha albergado el Instituto Académico de San Petersburgo de Pintura, Escultura y Arquitectura Iliá Repin.
- La finca Los Penates está incluida en el patrimonio de la humanidad San Petersburgo y conjuntos monumentales anexos. En 1940, la residencia abrió al público como casa-museo.
- La Rapsodia Oriental op. 29 de Aleksandr Glazunov (1889) está dedicada a Iliá Repin.